# Estado rentista
Estado rentista es un término usado en política para designar a países cuyos ingresos derivan de actividades económicas no productivas (Primaria-Exportadora), generalmente la extracción de petróleo, descuidando el desarrollo de otros sectores de la economía que permitan garantizar un desarrollo sostenible y facilitando la destrucción de los recursos naturales en pos de la rentabilidad económica inmediata. Según algunos politólogos y economistas, esta práctica suele consolidarse en gobiernos no democráticos y permite limitar las libertades públicas por gobiernos dictatoriales evitando la aparición de grandes grupos sociales disconformes con el régimen.
El origen del término está directamente ligado con la consolidación en las décadas de 1960 y 1970 de monarquías absolutas y dictaduras militares en países árabes del Golfo Pérsico y el Magreb. El aumento de las exportaciones de crudo controladas por el gobierno permitiría una mejor redistribución de la riqueza y un aumento de la satisfacción popular sin que apareciese una burguesía local crítica a la intervención estatal en la economía.